# Onthophagus mulutagal
Onthophagus mulutagal es una especie de insecto del género Onthophagus, familia Scarabaeidae, orden Coleoptera.

## Historia
Fue descrita científicamente por Ochi, Kon & Barclay en 2016.